# Mariano II de Cagliari
 Mariano II Torchitorio de Cagliari  (né avant 1076, mort entre 1121 et 1130)  (sarde Mariani II Trogodori II) Juge de Cagliari vers 1089 jusqu'en  1121/1130.

## Origine
Mariano II Torchitorio . Il nait dans la décennie 1070 il est le fils de Costantino Ier Salusio (sarde : Costantini Ier Salusi II) et de son épouse Giorgia de Lacon. Il apparait aux côtés de ses parents et de sa grand-mère Vera dans un acte du 30 juin 1087/1089 qui confirme une donation faite par ses grands parents Orzocco (Arzocco-Arzo) Torchitorio (sarde Artzoccu Trogodori Ier)  et son épouse Vera en faveur de l'abbaye Saint-Victor de Marseille.
Mariano est également mentionné dans un autre acte en 1089 relatif à la fondation de Saint-Saturnino de Cagliari où il est désigné comme « Marianu Iudex et Rex  » ce qui implique qu'il était déjà associé au pouvoir et âgé d'au moins 14 ans. Dans un autre document sont mentionnés ses arrière-grands parents Mariano Ier et Giorgia di Serzale ce qui démontre la continuité dynastique des Juges de Cagliari.
Toutefois vers 1104/1107 apparait un certain Torbeno qui semble l'avoir évincé ou du moins partagé provisoirement le pouvoir avec Mariano II. Il se désigne lui-même comme « Ego Turbini omnipotentis Dei Gratia Iudex Kalaritanus ». L'identité de Torbeno demeure conjecturale; il serait un oncle paternel ou maternel (?) de Mariano ou son frère cadet. Dans ce document il se proclame amis des Pisans. Ce n'est qu'en 1107 avec l'aide du Saint-Siège et de Gènes que Mariano II retrouve sa pleine autorité.
Le dernier acte qui mentionne Mariano est une bulle pontificale de Calixte II du 5 janvier 1121. Dans un acte de son fils Costantino II de Cagliari du 13 février 1130, il est considéré comme déjà décédé.

## Union et postérité
Mariano II épouse Preziosa de Lacon dont son fils et successeur Costantino II de Cagliari

## Sources
- (en) Site Medieval Lands : Judges of Cagliari (Sardinia).
- (en) Site de I. Mladjov Medieval Sardinia (Sardegna).
- (it) article de Barbara Fois  Mariano (II)  Torchitorio di Lacon Gunale dans enciclopedia italiana consulté le 6 juin 2014.